# الجمعية الأمريكية لنظم مستجمعات مياه الأمطار

## الجمعية الأمريكية لنظم مياه الامطار
(يشار إليها عادة باسم ARCSA) هي جمعية أمريكية غير ربحية أسسها الدكتور هاري كريشنا في عام 1994،[1] تركز على التوعية بمياه الأمطار وتعزيز ممارسات الحصاد المستدام لمياه الأمطار (RWH) في الولايات المتحدة وحول العالم.
وتشمل جهود ARCSA: خلق جو تنظيمي موات، وخلق تجمع الموارد وتثقيف المهنيين وعامة الجمهور بشأن تصميم جمع مياه الأمطار الآمنة، وتركيب وممارسات الصيانة. لديها أكثر من 1500 عضو يتألف من كل من المصنعين وكذلك تجار / موزعي المعدات.
في عام 2014، أنشأت ARCSA عريضة من البيت الأبيض لتحفيز صناعة جمع مياه الأمطار. [2] في حين أن الالتماس لم يحصل على 100,000 صوت في 3 أشهر اللازمة للانتقال إلى المرحلة التالية، استخدمت ARCSA هذا كمنصة لبدء عريضة مع Change.org لإنشاء يوم دولي لتجميع مياه الأمطار.
في عام 2015، اندمجت ARCSA مع الجمعية الكندية لإدارة مياه الأمطار (CANARM) وستستمر كجمعية في أمريكا الشمالية.

## وصلات خارجية
- Arcsa.org